# Johann Valentin Hildenbrand

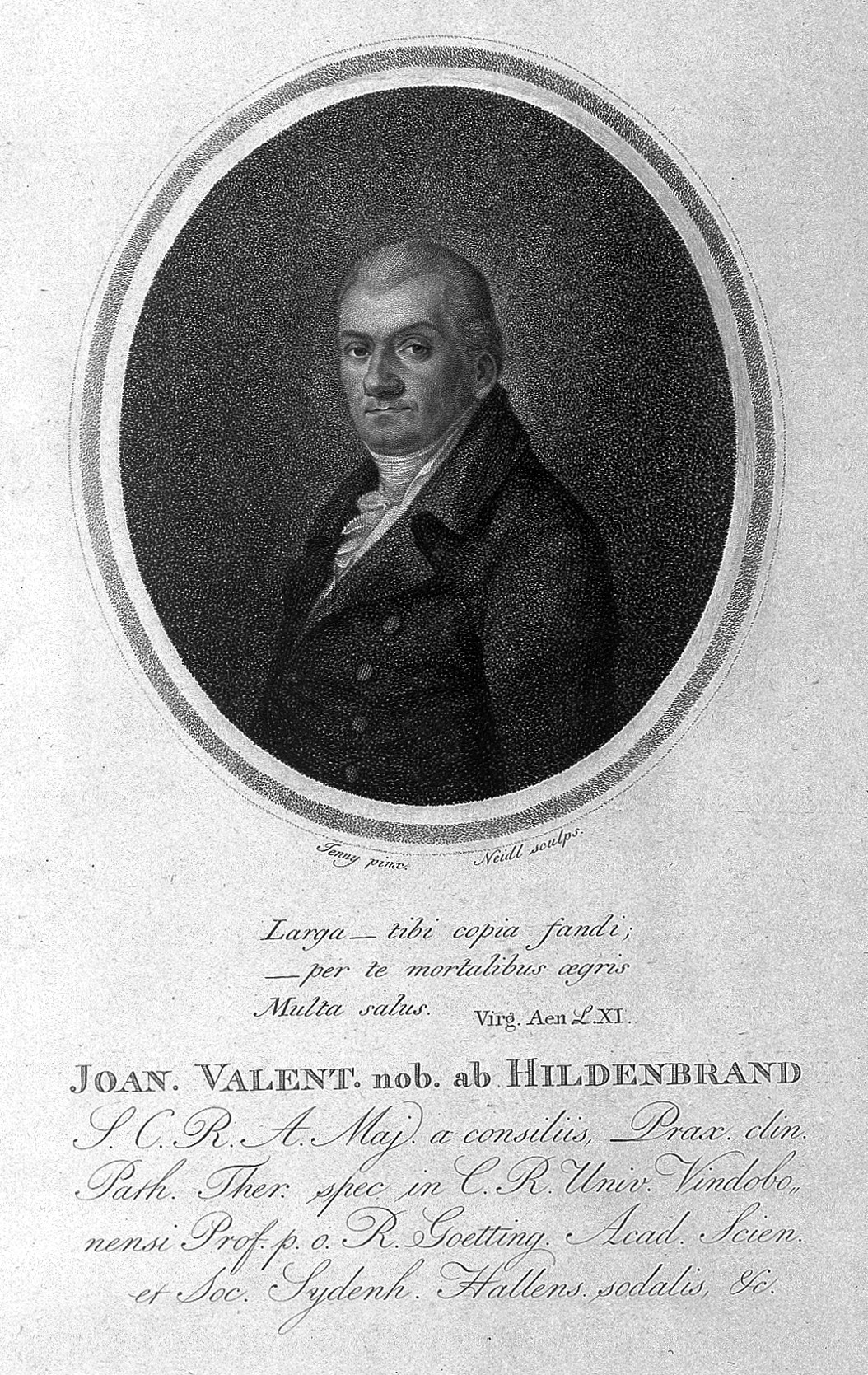

Johann Valentin Hildenbrand, seit 1794 Edler von Hildenbrand (* 8. April 1763 in Wien; † 31. Mai 1818 ebenda) war ein österreichischer Mediziner. 

## Leben
Hildenbrand studierte an der Universität Wien Medizin und promovierte 1784 zum Doktor, wobei vor allem von Maximilian Stoll ausgebildet wurde. Nach der Beendigung seines Studiums übersiedelte Hildenbrand als Physicus (Bezirksarzt) nach Waidhofen an der Thaya, trat jedoch auf Grund der schlechten Bezahlung 1787 als Leibarzt in den Dienst des polnischen Grafen Mniszek. Hildenbrand folgte Mniszek nach Wolhynien und konnte sich durch seine Tätigkeit als Leibarzt einen guten Ruf erwerben, sodass er von König Stanislaus den Titel eines Hofrates verliehen bekam. 1793 erhielt Johann Valentin Hildenbrand den medizinisch-chirurgischen Lehrstuhl an der Universität Lemberg und bekleidete an der medizinischen Fakultät später auch das Amt des Direktors.
Johann Valentin Hildenbrands Vater Anton wurde 1794 für seine Verdienste als Professor der Philosophie, Geschichte und Geographie bei den kaiserlichen Edelknaben und später als Professor der Naturgeschichte in Lemberg in den erblichen österreichisch-erbländischen Adelstand erhoben, so dass sich seither auch sein Sohn des Titels bedienen konnte. 
1799 wurde Johann Valentin von Hildenbrand zum korrespondierenden Mitglied der Göttinger Akademie der Wissenschaften gewählt. Hildenbrand, dem 1805 der Titel kaiserlicher Rat verliehen wurde, übersiedelte 1807 nach Wien und übernahm die Stelle des Vorstands der medizinischen Klinik am Wiener Allgemeinen Krankenhaus. 1811 wurde Hildenbrand zudem Direktor des Allgemeinen Krankenhauses und des Findelhauses, noch im selben Jahr erfolgte die Ernennung Hildenbrands zum Regierungsrat. In seinen Forschungen widmete sich Hildenbrand insbesondere Experimenten zur Untersuchung von Umweltbedingungen als Krankheitsursachen, wobei er Hygro-, Thermo-, Baro- und Anemometermessungen durchführte. Seine Schriften erzielten jedoch kaum wissenschaftliche Bedeutung, als sein Hauptwerk gilt die 1810 verfasste Monographie über den Typhus, die mehrfach übersetzt wurde. Hildenbrands großes Werk über Fieberkrankheiten „Institutiones practico-medicae rudimenta nosologiae et therapiae specialis complectentes“ erschien vor seinem Tod nur im ersten Band, der übrige Teil des Werkes wurde von seinem Sohn Franz Xaver herausgegeben.

## Schriften
- Institutiones pharmacologiae sive Materiae medicae / communicat in Usum Tironum I. Val. Nob. ab Hildenbrand. - Binz, Wien 1802. Digitalisierte Ausgabe der Universitäts- und Landesbibliothek Düsseldorf
- Ueber den ansteckenden Typhus, nebst einigen Winken zur Beschränkung oder gänzlichen Tilgung der Kriegspest und mehrerer anderer Menschenseuchen. Wien 1810. (Digitalisat)
- Institutiones practico-medicae rudimenta nosologiae et therapiae specialis complectentes. 4 Bände. Van Ghelen, Wien 1817. (Digitalisat Band 1), (Band 2), (Band 3), (Band 4)
- Ueber die Pest, ein Handbuch für Aerzte und Wundärzte, welche sich dem Pestdienste widmen. Doll, Wien 1799. (Digitalisat)
- Ratio medendi in schola practica Vindobonensi. 2 Bände. Binz, Wien 1804–1809. (Digitalisat Band 1), (Band 2)
- Institutiones pharmacologiae sive materiae medicae in usum tironum. Binz, Wien 1802. (Digitalisat)
- Initia institutionum clinicarum seu prolegomena in praxin clinicam.Binz, Wien 1807. (Digitalisat)